# Chlamydera maculata
El pergolero moteado oriental (Chlamydera maculata) es una especie de ave Passeriformes, de la familia Ptilonorhynchidae, perteneciente al género Chlamydera

## Localización
Es un ave que se encuentra en el interior de Queensland y Nueva Gales del Sur.